# Kostel svaté Notburgy (Podbořanský Rohozec)
Kostel svaté Notburgy je římskokatolický filiální kostel zasvěcený svaté Notburce v Podbořanském Rohozci v okrese Louny. Od roku 1964 je chráněn jako kulturní památka.
Jednolodní barokní kostel stojí na návsi. Na východě je zakončen trojbokým presbytářem, ke kterému v ose budovy přiléhá obdélná sakristie. Nad presbytářem ční malá sanktusová vížka. V západním průčelí s jednoduše vykrajovaným štítem jsou výklenky se sochami svatého Prokopa a svatého Isidora. Stropy jsou ploché a zdobené štukovými zdrcadly.
Vnitřní vybavení tvoří lidový barokní oltář z osmnáctého století. Zdobí ho sochy světců a točené sloupy po stranách. Ve výklencích stojí barokní sochy svatého Judy Tadeáše, svatého Vavřince a svatého Jiljí.